# Dere Street
Dere Street o Deere Street era una strada romana fra Eboracum, l'odierna York in Inghilterra e il Vallo Antonino in Scozia. Esiste ancora e sul suo tracciato si sviluppano molte strade principali, fra le quali la A1 e la A68. Il suo nome viene fatto risalire al regno anglosassone post-romano di Deira. In alcune mappe viene chiamata "Watling Street", questo può generare confusione con la Watling Street che collega Dover con Wroxeter.

## Etimologia
L'antico nome romano è sconosciuto. In inglese il nome deriva dal regno anglosassone di Deira
Nel Medioevo alcune porzioni della strada lungo il fiume Teviot in Scozia furono note come "Via di San Cutberto" e come "Via Regia".